# Cirroteuthidae
Cirroteuthidae is een familie van octopussen.

## Geslachten
- Cirroteuthis Eschricht, 1838
- Cirrothauma Chun, 1911
- Laetmoteuthis Berry, 1913
- Stauroteuthis Verrill, 1879